# Хуан Сю
Хуан Сю  (кит.: 黃 旭, 4 лютого 1979) — китайський гімнаст, олімпійський чемпіон.

## Виступи на Олімпіадах
| Олімпіада   | Дисципліна         | Місце              |
| ----------- | ------------------ | ------------------ |
| Сідней 2000 | Абсолютна першість | 68 (кваліфікація)  |
| Сідней 2000 | Командна першість  | 1                  |
| Сідней 2000 | Паралельні бруси   | 7                  |
| Сідней 2000 | Перекладина        | 29T (кваліфікація) |
| Сідней 2000 | Кільця             | 66 (кваліфікація)  |
| Сідней 2000 | Кінь               | 17T (кваліфікація) |
| Афіни 2004  | Абсолютна першість | 66                 |
| Афіни 2004  | Командна першість  | 5                  |
| Афіни 2004  | Паралельні бруси   | 19T (кваліфікація) |
| Афіни 2004  | Перекладина        | 27T (кваліфікація) |
| Афіни 2004  | Кільця             | 10T (кваліфікація) |
| Афіни 2004  | Кінь               | 4                  |
| Пекін 2008  | Абсолютна першість | 73 (кваліфікація)  |
| Пекін 2008  | Командна першість  | 1                  |
| Пекін 2008  | Паралельні бруси   | 6                  |
| Пекін 2008  | Кільця             | 18 (кваліфікація)  |
| Пекін 2008  | кінь               | 6 (кваліфікація)   |